# Universitat Carnegie Mellon
La Universitat Carnegie Mellon (en anglès: Carnegie Mellon University, CMU) es troba a la ciutat de Pittsburgh i és un dels més destacats centres d'investigació superior dels Estats Units en l'àrea d'informàtica i robòtica.
Els seus orígens es remunten a les Escoles Tècniques Carnegie fundades per l'empresari i filantrop Andrew Carnegie l'any 1900. El 1912 les escoles es van convertir en l'Institut Carnegie de Tecnologia i el 1967 l'institut es va incorporar a l'Institut Mellon d'Investigació per a donar pas a la Universitat Carnegie Mellon. Actualment la institució compta amb un altre campus a Qatar i diversos a l'estat de Califòrnia.
Al departament National Robotics Engineering Center (Centre nacional d'enginyeria robòtica) van desenvolupar des del 2004 el Dragon Runner, un petit robot mòbil que es fa servir en missions de detecció i de desactivació d'explosius.